# تين صالح (إداو محند)
تين صالح هو دُوَّار يقع بجماعة وادي الصفاء، إقليم شتوكة آيت باها، جهة سوس ماسة في المملكة المغربية. ينتمي الدوّار لمشيخة إداو محند التي تضم 33 دوار. يقدر عدد سكانه بـ 288 نسمة حسب الإحصاء الرسمي للسكان والسكنى لسنة 2004.

## روابط خارجية
- البوابة الوطنية للجماعات الترابية نسخة محفوظة 12 مارس 2018 على موقع واي باك مشين.
- المندوبية السامية للتخطيط